# Клотјевац
Клотјевац је насељено мјесто у општини Сребреница, Република Српска, БиХ. Према попису становништва из 1991. у насељу је живјело 308 становника.

## Географија
Налази се на 300–400 метара надморске висине, површине 4 км2, удаљено око 30 км од општинског центра. Припада мјесној заједници Радошевићи. Разбијеног је типа и има заселак Бабајићи. Смјештено је у подножју планине Сушице и на лијевој обали Перућачког језера, које је настало 1966. преграђивањем ријеке Дрине. Кроз атар протичу Градски и Црвени поток. Значајнији извор је Велика вода. На стрмој стијени изнад Дрине сачувани су остаци средњовјековног града. Видљиви су остаци двију кула, зида који их повезује и објекта који мјештани називају „коњушница“. У ареалу града сачувано је десетак стећака. Код зграде некадашње школе налази се средњовјековна некропола са 52 стећка, од којих је пет украшено мотивима полумјесеца, витица и фигуралним сценама. На овој некрополи постоје два римска сполијума из III вијека, који су употребљени као споменици. У Бабајићима је постојала некропола са 35 стећака, која је потопљена када је формирано Перућачко језеро. На муслиманском гробљу сачувана су два стећка.

## Становништво
Село је 1879. имало 22 домаћинства и 171 становника (муслимана); 1910. – 232 становника; 1921. – 218; 1948. – 322; 1961. – 362; 1991. – 308 (299 Муслимана и девет Срба); 2013. – 12 домаћинстава и 36 становника. У Клотјевцу су 2021. живјеле бошњачке породице Бечић, Ибрић, Измирлић, Југовић, Мешановић, Селимовић, Сулејмановић, Халиловић, Хусејинагић, Џанић. До рата 1992–1995. у селу су живјеле и српске породице Бојић (крсна слава Аранђеловдан) и Стевановић (Ђурђевдан), те бошњачке породице Идризовић, Мухаремовић и Салиховић. Добровољци у ратовима 1912–1918. били су Марко и Јефто Михаиловић. У Другом свјетском рату погинуло је седам цивила. Војним и цивилним жртвама рата 1992–1995. подигнута је спомен-чесма у селу.
Становништво се углавном бави пољопривредом. Основна шестогодишња школа радила је 1956–1992, а 2021. најближа школа била је у селу Осатица. На мјесту старе дрвене џамије, седамдесетих година XX вијека подигнута је нова џамија, која је обнављана 2018–2021. године. У атару постоји муслиманско гробље. Село је добило електричну енергију 1975. године. Мјештани се снабдијевају водом из локалног водовода. Дио сеоских путева асфалтиран је 2014. године.
| Демографија | Демографија | Демографија |
| Година      | Становника  | Становника  |
| ----------- | ----------- | ----------- |
| 1879.       | 171         |             |
| 1910.       | 232         |             |
| 1921.       | 218         |             |
| 1948.       | 322         |             |
| 1953.       | 341         |             |
| 1961.       | 362         |             |
| 1971.       | 318         |             |
| 1981.       | 324         |             |
| 1991.       | 308         |             |
| 2013.       | 39          |             |